# Szomáli varjú
A szomáli varjú (Corvus edithae) a madarak osztályának verébalakúak (Passeriformes) rendjébe és a varjúfélék (Corvidae) családjába tartozó faj.

## Rendszerezése
A fajt Ethelbert Lort Phillips brit ornitológus írta le 1895-ben.

## Előfordulása
Afrika keleti részén, Dzsibuti, Eritrea, Etiópia, Kenya, Szomália és Szudán területén honos. Természetes élőhelyei a mediterrán cserjések, szavannák és forró sivatagok, valamint szántóföldek és városi régiók. Állandó, nem vonuló faj

## Megjelenése
Testhossza 46 centiméter.

## Természetvédelmi helyzete
Az elterjedési területe nagyon nagy, egyedszáma pedig stabil. A Természetvédelmi Világszövetség Vörös listáján nem fenyegetett fajként szerepel.